# Juan de Valdés

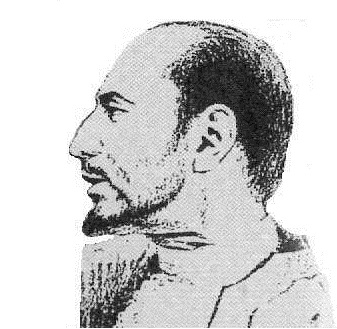
Juan de Valdés

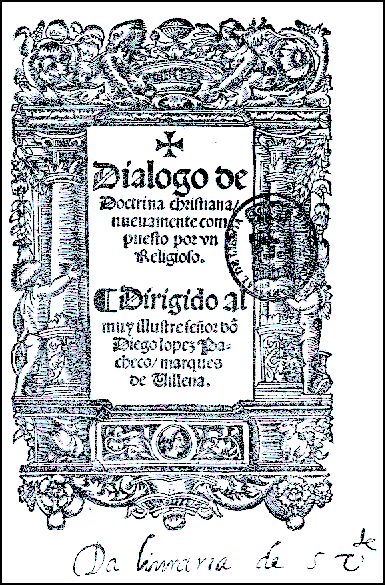
Diálogo de la Doctrina christiana, 1529.

Juan de Valdés, auch Valdez oder Valdesso (* um 1500 in Cuenca in Kastilien; † Juli 1541 in Neapel), war ein reformatorisch gesinnter römisch-katholischer Theologe und Humanist aus Spanien.

## Leben und Wirken
Valdés war ein Sohn des Ratsherrn Fernando de Valdés und ein Zwillingsbruder des kaiserlichen Staatssekretärs Alfonso de Valdés. Er studierte in Alcalá de Henares und stand 1528 in Korrespondenz mit dem Humanisten Erasmus von Rotterdam. Später trat er in den Dienst eines Marquesado de Villena, des Markgrafen de Villena namens Diego López Pacheco y Portocarrero, der ihn in seiner weiteren religiösen Ausbildung förderte.
Valdés’ erstes Buch, Diálogo de doctrina cristiana, das 1529 erschien, wurde zwar nicht von der Spanischen Inquisition verurteilt, aber trotzdem bald aus dem Verkehr gezogen. So floh er 1531 nach Rom und blieb in Italien bis zum Ende seines Lebens. Dort setzte er sich weiter ausführlich mit der protestantischen Reformbewegung auseinander.
Um ihn sammelte sich in Neapel ab 1533 ein mystisch-religiöser Kreis mit dem Namen „Die gesegnete Kameradschaft“, ein aufgeschlossenes Netzwerk, zu dem Adlige, Kirchenführer, Literaten und spätere Reformatoren gehörten. Die religiösen Treffen fanden an wechselnden Orten statt, meist aber in einem Palast bei Chiaia oder auch in anderen Palästen und Villen einflussreicher Personen, einschließlich der Residenz des Vizekönigs selbst. Zu diesem Kreis gehörten Peter Martyr Vermigli, Bernardino Ochino, Giovanni Mollio, Marcantonio Flaminio, Pietro Carnesecchi, Jacopo Bonfadio, Lattanzio Ragnoni, Bartolomeo Spataforo, Donato Kullo, Mario Galeata, Placido di Sangro, Giovan Galeazzo Caraccioli, Gian Tommaso Sanfelice und die vornehmen Frauen Vittoria Colonna, Giulia Gonzaga, Isabella Bresegna und Vittoria Soranzo gehörten.
Valdes schrieb religiöse Abhandlungen, übersetzte biblische Bücher ins Spanische und verfasste auch Kommentare zu biblischen Büchern, insbesondere zu den Psalmen, zum Matthäusevangelium, zum Römerbrief und zum 1. Korintherbrief.
Valdés machte in seinem Leben eine Entwicklung vom Humanismus zur geistlichen Erneuerung des Christentums durch. Aufgrund seiner Lebenssituation und als Spiritualist verstand er diese Regeneration hauptsächlich innerlich und nicht dogmatisch. Obwohl er vom evangelischen Verständnis der Rechtfertigung geprägt worden war, blieb Valdés bis zu seinem Tod 1541 Mitglied der römisch-katholischen Kirche; wahrscheinlich auch, weil er berechtigte Hoffnungen auf Veränderungen und Neuerungen haben konnte, da sich die repressiven Kräfte der Gegenreformation in Italien noch nicht vollständig durchgesetzt hatten.

## Wirkung und Rezeption
Valdés hatte viele Schüler, Gönner und Freunde; aufgrund seiner Lebensumstände und zu Lebzeiten konnte er jedoch wenig publizieren. Giulia Gonzaga, eine seiner engsten Schülerinnen, übersetzte viele seiner Schriften ins Italienische und ließ sie nach seinem Tod meist in Venedig drucken. Ein italienischer Freund nahm Le cento & dieci divine Consideratione nach Basel, wo es vom Reformator Pietro Paolo Vergerio ins Italienische übersetzt und 1550 durch Celio Secondo Curione unter dem Namen von Señor Giovañi Valdesso veröffentlicht wurde. Dieses Werk wurde auch in Französisch und Englisch übersetzt; drei französische und zwei englische Ausgaben erschienen zwischen 1563 und 1546, so Lyon 1563 und Paris 1565. Nach dem Konzil von Trient, während der Gegenreformation, wurden in den katholischen Gebieten möglichst alle Bücher von Valdés aus dem Verkehr gezogen. Nach den Konfessionskriegen erlosch das Interesse an Valdés und seinen Werken weitgehend.
Erst im 19. Jahrhundert wurde durch Luis Usoz y Río, Benjamin Wiffen und Eduard Boehmer seine bekannten Werke wiederentdeckt und veröffentlicht. 1840 bis 1865 arbeiteten der spanische Intellektuelle Luis Usoz y Río mit dem wohlhabenden britischen Industriellen und Bibliophilen Benjamin Wiffen, um die Werke der spanischen Reformer aus dem 16. Jahrhundert, zu denen auch Valdés’ Bücher gehörten, zu publizieren. Sie standen in der Tradition, Valdés als Ketzer zu betrachten, der von Mystikern wie Johannes Tauler und den lutherischen Reformatoren beeinflusst worden sei. Zudem sei er ein Vorläufer der Quäker gewesen.
Im 20. Jahrhundert betonte der französische Gelehrte Marcel Bataillon den Einfluss von Erasmus auf Valdés und sein Werk. Benedetto Croce strich dagegen die introspektivere und spirituellere Seite hervor. Emondo Cione stufte Valdés als tolerant und undogmatisch ein, der mit den täuferischen und spirituellen Propheten übereinstimme. Valdés habe als religiöser Reformer begonnen, in Rom als Höfling gearbeitet, aber unter den Täuschungen des Hoflebens gelitten und sei zur religiösen Reform in Neapel zurückgekehrt.
Der Renaissancekenner Daniel A. Crews dagegen zeichnete ein betont nüchternes Bild von Valdés: Er sei ein geschickter Höfling als kaiserlicher Sekretär gewesen. Seine Arbeit habe das Sammeln von Informationen, die Tätigkeit als Gerichtsanwalt und die Beratung des Vizekönigs von Neapel und des Hauptministers von Karl V. umfasst.
Ende des 20. und im 21. Jahrhundert versuchten einige Forscher den Einfluss der spanischen Erleuchteten, den Alumbrados, zu denen Pedro Ruiz de Alcaraz gehörte, zu belegen. Ebenso wurden die Auswirkungen von Valdés auf die italienischen radikalen Reformer nachgezeichnet.

## Werke
- Diálogo de doctrina christiana, nuevamente compuesto por un religioso (deutsch: Dialog über die christliche Lehre, neu für einen religiösen Menschen zusammengestellt), Alcalá de Henares 1529 (Neu herausgegeben von Marcel Bataillon, Coimbra 1925)
- Diálogo de la lengua (deutsch: Dialog über die Sprache), 1535 (Neu herausgegeben von Kormi Anipa, MHRA Critical Texts, Band 38, MHRA, 2014, ISBN 978-1-907322-82-2)
- Alphabeto christiano (deutsch: Christliches Alphabet), Venedig 1545 (Neu herausgegeben von Massimo Firpo, Einaudi, Torino 1994)
- In che maniera il Christiano ha da studiare nel suo proprio libro (deutsch: Auf welche Art der Christ sein eigenes Buch zu studieren hat), 1545
- Modo che si de tenere nel’insegnare & predicare il principio della religione Christiana (deutsch: Von der Haltung, wie man die Prinzipien der christlichen Religion lehrt und predigt), 1545
- Qual maniera si devrebbe tenere a informare insino della fanciullezza i figliuoli de Christiani delle cose della religiosa (deutsch: Von der Art, wie man die Kinder von Christen in derer Kindheit über die religiöse Dinge informieren soll), Rom 1545 (?)
- Le cento & dieci divine Consideratione (deutsch: Die hundertzehn göttlichen Überlegungen), Basel 1550